# 奥尔比斯
奥尔比斯是德国莱茵兰-普法尔茨州的一个市镇。总面积5.68平方公里，总人口706人，其中男性342人，女性364人（2011年12月31日），人口密度124人/平方公里。